# Acanthoclonia erinaceus
Acanthoclonia erinaceus är en insektsart som beskrevs av Ludwig Redtenbacher 1906. Acanthoclonia erinaceus ingår i släktet Acanthoclonia och familjen Pseudophasmatidae. Inga underarter finns listade i Catalogue of Life.